# Anders Bergenek
Carl Anders Bergenek, född 27 december 1950, är en svensk författare och lokalhistoriker i Halmstad. 
Han har varit tjänsteman i 26 år på Halmstads kommun. Han var ordförande i Föreningen Gamla Halmstad 2005–2012.
Anders Bergenek medverkar regelbundet i Hallandsposten om Halmstads historia.
Anders Bergenek är gift med Siv Bergenek och har tre barn.